# Festetics Antal
Festetics Antal (Budapest, 1937. június 12.) zoológus, biológus, ökológus, egyetemi professzor.

## Élete
Festetics Kristóf (1898–1962) és Blanckenstein Mária Terézia (1909–1964) fia. Testvére Festetics József-György (1934–1967) közgazdász, bankár volt.
1951-ben családját Csorvásra telepítették ki. Ekkora alakult ki benne a természet iránti szeretete. 1956-ban 18 évesen elhagyta Magyarországot, majd Bécsben tanult tovább. Konrad Lorenz tanítványa volt. Doktori címet szerzett, majd 1965-től tanársegéd, 1973-tól a Göttingeni Egyetem Vadbiológiai Intézetének tanszékvezető professzora lett. 1981-től a Bécsi Egyetem tiszteletbeli professzora lett.
Etológiai és ökológiai kutatásai a madarak és emlősök életmódjával (az Északi-tenger fókái, a Fertő tó kócsagjai), valamint a vadász- és pásztorkultúrákkal foglalkozott. A környezetvédelem elismert európai szakértője, a Magyar Madártani és Természetvédelmi Egyesület tiszteletbeli elnöke. 1967-ben egyik aláírója volt a Magyar Tudományos Akadémiához és a magyar kormányhoz benyújtott Pro Natura memorandumnak, amely a Hortobágyi Nemzeti Park létrehozását és a magyar puszták védetté nyilvánítását szorgalmazta.

## Elismerései
- 1962 Theodor-Körner-díj
- 1964 Theodor-Körner-díj
- 1988 Konrad-Lorenz-díj
- 2009 Osztrák Becsületrend és Tudományos és Művészeti Becsületkereszt
- Hortobágy, Festetics Antal kisvasút-megállóhely

## Művei
- 2006 Konrad Lorenz világa